# Trematodon subambiguus
Trematodon subambiguus är en bladmossart som beskrevs av Bescherelle 1880. Trematodon subambiguus ingår i släktet tranmossor, och familjen Bruchiaceae. Inga underarter finns listade i Catalogue of Life.